# Wait for It... Wait for It!!
"Wait for It... Wait for It!!" is de eerste single van de Amerikaanse punkband Dead to Me. Deze werd oorspronkelijk op 10 september 2010 uitgegeven door het Nederlandse platenlabel Shield Recordings in Europa om de Europese tour in 2010 te promoten. Het album werd op 30 oktober 2010 uitgegeven in de Verenigde Staten door Brick Gun Records. De single bevat drie nieuwe, niet eerder uitgegeven nummers.

## Nummers
Alle nummers zijn geschreven door de band zelf.
1. "Wait for It... Wait for It!!" - 2:47
2. "Attack Form" - 2:56
3. "Pay Stub" - 2:28

## Band
- Tyson Annicharico - basgitaar, zang
- Sam Johnson - gitaar, zang
- Ken Yamazaki - gitaar, zang
- Ian Anderson - drums